# دوايت إتش. غرين
دوايت إتش. غرين هو محامي وسياسي أمريكي، ولد في 9 يناير 1897 في ليغونير في الولايات المتحدة، وتوفي في 20 فبراير 1958 في شيكاغو في الولايات المتحدة. نشط حزبياً في الحزب الجمهوري. وقد انتخب حاكم إلينوي ‏ (13 يناير 1941 – 10 يناير 1949).